# Manchester (Kentucky)
Manchester – miasto w Stanach Zjednoczonych, w stanie Kentucky, siedziba administracyjna hrabstwa Clay.